# Affektäquivalent
| Somatisierung               | Somatisierung               |
| --------------------------- | --------------------------- |
| {\displaystyle \Downarrow } | {\displaystyle \Downarrow } |
| Affektkorrelat              | Affektäquivalent            |

Affektäquivalent ist ein Begriff aus der Psychoanalyse und beschreibt einen Abwehrvorgang, bei dem der Zusammenhang zwischen dem Gefühl der Angst und damit ausgelösten körperlichen Veränderungen wie Herzrasen, Muskelverspannung, Schwitzen oder anderen Symptomen aufgelöst wird. Die konflikthaften Gefühle sind dem Patienten nicht mehr bewusst, sondern nur noch die Empfindungen körperlicher Reaktionen als deren Äquivalent. Unterschiedliche Abwehrmechanismen wie z. B. die Affektisolierung oder die Intellektualisierung lassen eine gemeinsame Beschreibung solcher Vorgänge unter dem Begriff des Affektäquivalents zu. Dieser weist auf energetische und psychodynamische Gesichtspunkte hin, nämlich auf die Umsetzung von einer psychischen Energieform in eine somatische Form (oder umgekehrt) entsprechend der psychophysischen Korrelation, siehe auch das folgende Kap. Begriffsherkunft.

## Begriffsherkunft
Der Begriff Äquivalent als psychoenergetische Bezeichnung und damit indirekt auch die spätere Zusammensetzung „Affektäquivalent“ wurde von Wilhelm Griesinger (1817–1868) in die psychiatrische Terminologie eingeführt, siehe hierzu den zwischen Griesinger und Julius Robert von Mayer (1814–1878) geführten Briefwechsel über das mechanische Wärmeäquivalent. Klaus Dörner ist der Auffassung, dass der energetische Gedanke Griesingers neben dem der Einheitspsychose und der praktischen klinischen Beobachtung für sein Hauptwerk 1845 bestimmend war. Sigmund Freud (1856–1939) gebrauchte den Begriff des Äquivalents erstmals 1895 in seiner Schrift über die Abgrenzung der Angstneurose von der Neurasthenie. Den Begriff Äquivalent übernahm er damals von Ewald Hecker, der damit „Rudimente des Angstanfalls“ bezeichnet hatte. Diese bestanden in körperlich-vegetativen Symptomen wie Herzkrampf, Atemnot, Heißhunger und Schweißausbrüchen. Hecker bezeichnete sie auch als „larvierte Angstzustände“. Nach Freuds Kurzformel für die Angstneurose wurde diese durch alles ausgelöst, „was die somatische Sexualspannung vom Psychischen abhalte, an ihrer psychischen Verarbeitung störe“. Bereits zuvor hatte Freud für die affektive „Umsetzung von Erregungssummen ins Körperliche“ den Begriff Konversion vorgeschlagen. Dabei handelte es sich jedoch nicht um körperlich-vegetative Symptome wie im Falle des Angstäquivalents (Affektäquivalent), sondern um solche die vom animalischen Nervensystem ausgehen. Diese Unterscheidung wurde jedoch erstmals 1950 von Franz Alexander (1891–1964) getroffen, der zwischen Manifestation an Organen mit glatter und quergestreifter Muskulatur unterschied.

## Bedeutung
Der Begriff des Affektäquivalents hat Anstoß zu Theorien der Entstehung funktioneller Syndrome gegeben. Dabei wurden die Gruppen der Ausdruckskrankheiten von den Bereitstellungskrankheiten unterschieden. Wenn das vegetative Phänomen bzw. Symptom den nicht wahrgenommenen Affekt vertrete wie bei Bereitstellungskrankheiten, dann bestehe eine eher chronische Verlaufsform mit ungerichteter, frei flottierender Angst oder Dysfunktionen anstelle von Angst. Bei den vom Patienten noch wahrgenommenen Affekten, wie bei den Ausdruckskrankheiten komme es eher zu akut verlaufender Symptomatik mit konkret ausgerichteten, d. h. objektbezogenen Angstattacken. In diesem letzteren Falle wird nicht von Affektäquivalent, sondern von Affektkorrelat gesprochen.